# آمازون نیم‌تاج‌دار
آمازون نیم‌تاج‌دار (نام علمی: Amazona diadema) نام یک گونه از سرده طوطی آمازون است.